# شبح دونده
شبح دونده (به انگلیسی: Ghostrunner) بازی سبک پلتفرم و اکشن سایبرپانک است که توسط شرکت بازی سازی لهستانی (وان مور لول) توسعه یافته و توسط آل این گیمز و ۵۰۵ گیمز منتشر شده‌است. این بازی برای مایکروسافت ویندوز، پلی استیشن ۴ و اکس‌باکس وان در اکتبر ۲۰۲۰ و برای نینتندو سوئیچ در نوامبر ۲۰۲ منتشر شد و همچنین در سپتامبر ۲۰۲۱ برای پلی استیشن ۵و ایکس باکس سری اکس و اس منتشر خواهد شد. شبح دونده توسط ۳دی ریلمز تولید شده و توسط اسلیپ گیت آیرون ورکس توسعه یافته‌است.

## گیم پلی
بازیکن به عنوان جک شبح دونده، باید بدود، بپرد، روی دیوار بدود و از محیط‌های خطرناک عبور کند. بازیکن همچنین باید دشمنان از سر راه خود کنار بزند، زیرا هم دشمنان و هم بازیکن می‌توانند در یک ضربه کشته شوند. جک می‌تواند از مکانیکی به نام سنسوری بوست استفاده کند که به او اجازه می‌دهد زمان را کاهش دهد و گلوله‌ها را در هوا جاخالی دهد و منحرف کند. بازیکن در طول بازی به توانایی‌ها دست پیدا کند.

## توسعه
توسعه دهنده لهستانی وان مور لول با ۳دی ریلمز برای ساخت بازی همکاری کردند. این بازی با استفاده از آنریل انجین ساخته شده و از فناوری آر تی اکس انویدیا را پشتیبانی می‌کند. ۵۰۵ گیمز قرار بود این بازی را در تاریخ ۲۷ اکتبر ۲۰۲۰ برای مایکروسافت ویندوز، ایکس باکس وان، پلی استیشن ۴ و در ۱۰ نوامبر ۲۰۲۰ برای نینتندو سوئیچ در سراسر جهان منتشر کنند.
شبح دونده در سال ۲۰۱۹ توسط گیمزکام معرفی شد. و نسخه دمو این بازی تا ۶ می ۲۰۲ در استیم در دسترس عموم قرار داشت. این بازی قبل از انتشار نظرات مثبتی دریافت کرد. مجله فوربس این بازی را ترکیبی از تایتان فال، بازی بی آبرو و سوپرهاتنامید. همچنین اندی چالک نیز از پیسی گیمر این بازی را ترکیبی از بازی لبه آینه و بی آبرو نامیده‌است. این بازی برای مایکروسافت ویندوز، ایکس باکس وان و پلی استیشن ۴ در تاریخ ۲۷ اکتبر ۲۰۲۰ توسط آل این گیمز و ۵۰۵ گیمز منتشر شد. و در ۱۰ نوامبر ۲۰۲۰ برای نینتندو سوئیچ هم منتشر شد؛ و قرار مبنی بر این شد که در سال ۲۰۲۱ نیز برای پلی‌استیشن ۵ و اکس‌باکس سری اکس و سری اس هم منتشر شود.

## نمرات
| گردآورنده | امتیاز                                         |
| --------- | ---------------------------------------------- |
| متاکریتیک | PC: 81/100 PS4: 76/100 NS: 73/100 XONE: 76/100 |

| ناشر                     | امتیاز |
| ------------------------ | ------ |
| دستراکتید                | 8.5/10 |
| اج                       | 5/10   |
| گیم‌اسپات                 | 7/10   |
| آی‌جی‌ان                   | 8/10   |
| Jeuxvideo.com            | 17/20  |
| نینتندو لایف             | 6/10   |
| نینتندو ورلد ریپورت      | 8.5/10 |
| اوپی‌ام (بریتانیا)        | 8/10   |
| پی‌سی گیمر (ایالات متحده) | 81/100 |

طبق گفته متاکریتیک، شبح دونده «نقدهای نسبتاً خوبی» دریافت کرده‌است.

### فروش
این بازی تا ۱۳ می ۲۰۲۱ بیش از ۶۰۰٬۰۰۰ نسخه فروخته‌است.

## ادامه
در ۱۳ می ۲۰۲۱، شرکت مادر ۵۰۵ گیمز اعلام کرد که شبح دونده ۲ برای مایکروسافت ویندوز، پلی استیشن ۵ و ایکس باکس سری اکس و اس در حال توسعه است.